# Aleksandr Powietkin
Aleksandr Władimirowicz Powietkin, ros. Александр Владимирович Поветкин (ur. 2 września 1979 w Kursku) – rosyjski kick-boxer i bokser. Wielokrotny mistrz Rosji, a także mistrz Europy (2002, 2004), świata (2003) i olimpijski (2004) w boksie amatorskim w wadze ciężkiej. Od 2005 roku pięściarz zawodowy wagi ciężkiej. W latach 2011-2013 mistrz świata federacji World Boxing Association.

## Sportowa kariera
Boks trenuje od 13 roku życia. W 1995 roku został mistrzem Rosji młodzików, a dwa lata później również juniorów. Na początkowym etapie kariery uprawiał również z sukcesami kick-boxing.

### Kick-boxing
W 1997 roku został w Moskwie mistrzem świata juniorów (do lat 19). Dwa lata później we włoskim Caorle zdobył amatorskie mistrzostwo świata WAKO w formule full contact w wadze superciężkiej. W 2000 roku w Nikozji został mistrzem Europy zawodowców.

### Boks amatorski
W 2000 roku porzucił kick-boxing, aby skoncentrować się wyłącznie na boksie. W tym samym roku zdobył w Samarze mistrzostwo Rosji w wadze ciężkiej (do 91 kg). W 2001 roku przeszedł do wagi superciężkiej, w której również zdobył mistrzostwo kraju (Saratów 2001).
W 2001 roku zadebiutował na mistrzostwach świata. Odpadł w ćwierćfinale, przegrywając na punkty z Ukraińcem Ołeksijem Mazikinem. Porażkę tę powetował sobie trzy miesiące później, wygrywając złoty medal na Igrzyskach Dobrej Woli w Brisbane.
W maju 2002 roku obronił mistrzostwo Rosji (Rostów 2002), a w czerwcu zdobył mistrzostwo Europy (Perm 2002), pokonując w finale Roberto Cammarelle (20:16). Następnie w październiku tryumfował w swojej kategorii wagowej na prestiżowym Turnieju im. Feliksa Stamma w Warszawie, ponadto został wybrany najlepszym pięściarzem całego turnieju. Niezwykle udany sezon przypieczętował zdobyciem absolutnego mistrzostwa Rosji, wygrywając we Władywostoku z Aleksiejem Lezinem, byłym mistrzem świata i trzykrotnym mistrzem Europy w wadze superciężkiej. Lezin wziął na Powietkinie rewanż rok później, pokonując go w finale mistrzostw Rosji. Już w następnym miesiącu Powietkin został mistrzem świata (Bangkok 2003), wygrywając na punkty (29:27) w zaciętej walce finałowej z Kubańczykiem Pedro Carriónem.
W lutym 2004 roku obronił mistrzostwo Europy (Pula 2004), ponownie pokonując w finale na punkty Cammarelle (30:26). W sierpniu osiągnął największy sukces w swej amatorskiej karierze, tryumfując w turnieju olimpijskim w Atenach. Pokonał w nim kolejno:
- Sergeja Rożnowa (Bułgaria) – RSC 4,
- Muchtarchana Dyldäbekowa (Kazachstan) – PTS (31:15),
- Roberto Cammarelle (Włochy) – PTS (31:19),
- Muhammada Alego (Egipt) – walkower (kontuzja ręki Egipcjanina)[4].

Po igrzyskach przeszedł na zawodowstwo. Bilans walk amatorskich: 125 zwycięstw i 7 porażek.

### Boks zawodowy
W 2005 roku podpisał kontrakt z niemiecką grupą promotorską Sauerland Events i w czerwcu zadebiutował na zawodowym ringu, nokautując w Kempten (Allgäu) Muhammeda Ali Durmaza (ówczesny bilans 2-2-0). Następnie wygrał 12 kolejnych walk z rzędu (w tym 9 przed czasem), co w 2007 roku zaowocowało zaproszeniem go do występu w 4-osobowym turnieju eliminacyjnym, który miał wyłonić pretendenta do tytułu mistrza świata IBF, będącego w posiadaniu Wołodymyra Kłyczki. W półfinale Powietkin pokonał przez TKO w 11. rundzie byłego mistrza świata IBF i WBO Chrisa Byrda (40-3-1), aby w finale zmierzyć się z niepokonanym Eddiem Chambersem (30-0-0). Walka odbyła się w styczniu 2008 roku w Berlinie. Rosjanin wygrał zdecydowanie na punkty (117:111, 119:109, 116:112). Do planowanego na grudzień mistrzowskiego pojedynku z Kłyczką jednak nie doszło – Powietkin wycofał się z niego z powodu kontuzji.
Po wymuszonej rehabilitacją 9-miesięcznej przerwie powrócił na ring w walce z mistrzem Igrzysk Panamerykańskich 2003, Jasonem Estradą (15-1-0). Pokonał go w Düsseldorfie przez jednogłośną decyzję sędziów.
W marcu 2010 roku wygrał przez TKO w 5. rundzie z Meksykaninem Javierem Morą (22-5-1), co dało mu ponownie pozycję pretendenta numer 1 do tytułów IBF i WBO Wołodymyra Kłyczki (54-3-0). Do walki między nimi miało dojść we wrześniu, jednak pod koniec lipca Rosjanin po raz kolejny się z niej wycofał. W rezultacie IBF i WBO wyznaczyły do pojedynku Samuela Petera, a Powietkina karnie przesunęły poza pierwszą dziesiątkę rankingu pretendentów.
18 grudnia 2010 roku wygrał jednogłośnie na punkty z zawodowym mistrzem USA organizacji NABA, Nicolaiem Firthą (19-7-1). W 5. rundzie Powietkin doznał złamania nadgarstka prawej ręki i do końca walki był zmuszony boksować głównie lewą.
27 sierpnia 2011 roku Powietkin zdobył mistrzostwo świata WBA (nieobsadzone po tym, jak Wołodymyr Kłyczko został awansowany na tzw. "superczempiona"), pokonując w Erfurcie Rusłana Czagajewa (27-1-1) przez jednogłośną decyzję (117:113, 117:113, 116:112). 25 lutego 2012 roku obronił tytuł, wygrywając po zaciętej walce przez kontrowersyjną decyzję sędziów (w stosunku dwa do remisu) z mistrzem WBO wagi junior ciężkiej Marco Huckiem. W kolejnych obronach Rosjanin pokonał szybko przed czasem Hasima Rahmana (29 września 2012) oraz Andrzeja Wawrzyka (17 maja 2013), dzięki czemu ponownie zapewnił sobie prawo do walki z Wołodymyrem Kłyczką (60-3-0).
W lutym 2014 Powietkin podpisał kontrakt z nowo powstałą rosyjską grupą promocyjną "Świat Boksu ", kierowaną przez Andrieja Rjabinskiego  na okres trzech lat oraz zaczął trenować z nowym trenerem Iwanem Kirpą.
30 maja 2014 w Moskwie wygrał przez nokaut w siódmej rundzie z Manuelem Charrem, a 24 października 2014 z Carlosem Takamem w dziesiątej.
22 maja 2015 na gali w Moskwie pokonał przez nokaut w pierwszej rundzie Mike'a Pereza i obecnie jest oficjalnym i obowiązkowym pretendentem do walki o mistrzostwo świata wagi ciężkiej federacji WBC.
4 listopada 2015 na gali w Kazaniu pokonał przez techniczny nokaut w 12 rundzie Mariusza Wacha dzięki czemu obronił pas WBC Silver w kategorii ciężkiej.

### Walka z Wołodymyrem Kłyczko i kolejne pojedynki
Na początku lipca pięściarze podpisali kontrakt na walkę, wcześniej ustalili podział zysków − obaj mieli zagwarantowane rekordowe gaże w swoich karierach (Powietkin ponad 5 mln dolarów). Do pojedynku doszło 5 października 2013 w hali Olimpijskij w Moskwie. Miał on jednostronny przebieg na korzyść Kłyczki, a Powietkin po raz pierwszy w karierze leżał na deskach − i to czterokrotnie (raz pod koniec drugiej rundy i trzy razy w siódmej). Ostatecznie Kłyczko wygrał zdecydowanie na punkty (wszyscy sędziowie punktowali 119:104). Tym samym Powietkin poniósł pierwszą porażkę w zawodowej karierze i stracił mistrzostwo świata WBA. Po walce wielu obserwatorów miało zastrzeżenia do Ukraińca i sędziego ringowego Luisa Pabona. Kłyczko często klinczował, odpychał rywala, ściągał go do dołu, a także walczył łokciami. Mimo to Pabon ostrzegł Ukraińca i odebrał mu punkt dopiero pod koniec walki, w jedenastej rundzie.
21 maja 2016 miała się odbyć walka Powietkina z Amerykaninem Deontayem Wilderem, która niemal w ostatniej chwili została jednak odłożona z powodu pozytywnego wyniku badań antydopingowych Powietkina. W grudniu 2016 Powietkin miał walczyć z Kanadyjczykiem Bermanem Stiverne'em, jednak ponownie znaleziono w jego organizmie środek dopingujący i walka również się nie odbyła.
17 grudnia 2016 w Jekaterynburgu pokonał przez nokaut w  szóstej rundzie Francuza Johanna Duhaupasa (34-4, 21 KO). 1 lipca 2017 roku na gali w Moskwie pokonał na punkty po 12 rundach Andrieja Rudenkę (120-108, 120-108, 120-109). Zdobył tym samym wakujące pasy WBO International i WBA Continental i wrócił do czołówki najlepszych zawodowych bokserów.
15 grudnia 2017 roku w Jekaterynburgu pokonał jednogłośnie na punkty (120-108, 119-109, 120-107) reprezentanta Rumunii Christiana Hammera (22-4, 12 KO), dzięki czemu obronił pasy WBO International i WBA Continental.
31 marca 2018 w Cardiff, znokautował w piątej rundzie Brytyjczyka Davida Price'a (22-5, 18 KO), zachowując status pretendenta do tytułu mistrza świata federacji WBA.

### Walka z Anthonym Joshuą
22 września 2018 na stadionie Wembley w Londynie zmierzył się z Anthonym Joshuą (21-0, 20 KO) w walce o pasy federacji WBO, IBF, WBA oraz IBO. Poniósł porażkę przez techniczny nokaut w 7 rundzie.

### Kolejne pojedynki
31 sierpnia 2019 w O2 Arenie w Londynie wygrał jednogłośnie na punkty (3x 117-111) z reprezentantem Wielkiej Brytanii Hughiem Furym (23-3, 13 KO) i zdobył tym samym wakujący tytuł WBA International w kategorii ciężkiej.
7 grudnia 2019 na gali Joshua vs Ruiz 2 w Arabii Saudyjskiej zremisował (115-113, 113-115, 114-114) walkę z Michaelem Hunterem (18-1-1, 12 KO).
22 sierpnia 2020 na gali Matchroom Boxing w Brentwood zawalczył o pasy WBC Interim i WBC Diamond z Dillianem Whyte'em (27-2-0, 18 KO). W czwartej rundzie był dwukrotnie liczony, ale w piątej ciężko znokautował swojego rywala.
27 marca 2021 w Gibraltarze w walce rewanżowej Dillian Whyte (28-2, 19 KO) znokautował Powietkina (36-3-1, 25 KO) 27 w czwartej rundzie.